# Badajoz (tỉnh)
Tỉnh Badajoz (tiếng Tây Ban Nha: Provincia de Badajoz, tiếng Extremadura: Província de Baajós) là một tỉnh ở phía tây Tây Ban Nha trong cộng đồng tự trị Extremadura. Tỉnh này được lạp năm 1833. Tỉnh này giáp các tỉnh Cáceres, Toledo, Ciudad Real, Córdoba, Sevilla, Huelva, và Bồ Đào Nha.
Tỉnh có diện tích 21.766 km² – lớn nhất trong các tỉnh của Tây Ban Nha; dân số năm 2002 là 662.808 người. Tỉnh có 164 đô thị.